# Terence Bayler
Terence Bayler, né le 24 janvier 1930 à Wanganui (Nouvelle-Zélande) et mort le 2 août 2016, est un acteur néo-zélandais.

## Biographie
Alors que ses apparitions à la télévision sont nombreuses, celles au cinéma le sont beaucoup moins : Il joua dans Monty Python : La Vie de Brian ou, plus récemment, le Baron Sanglant dans les films Harry Potter.

## Filmographie

### Cinéma
- 1952 : Broken Barrier
- 1963 : The Hi-Jackers
- 1971 : Macbeth
- 1979 : Monty Python : La Vie de Brian
- 1981 : Bandits, bandits
- 1981 : Pictures
- 1985 : Brazil
- 1988 : Crystalstone
- 1993 : Les Vestiges du jour
- 2001 : Harry Potter à l'école des sorciers

### Télévision
- 1966 : Doctor Who, série télévisée, épisode « The Ark » : Yendom
- 1969 : Doctor Who, série télévisée épisode « The War Games » : Major Barrington.